# Ulf Olsson (1951–2010)
Ulf Håkan Olsson, född 19 december 1951 i Höör, död 10 januari 2010 i Sundsvall (folkbokförd i Vimmerby), var en svensk dömd mördare. Olsson dömdes mot sitt nekande 2005 för två mord begångna 1989.

## Biografi
Ulf Olsson föddes i Höör, men flyttade till Hörby när han var fyra år. Han hade fyra syskon och blev misshandlad av föräldrarna samt mobbad i skolan. Tidigt i tonåren började Olsson rymma hemifrån och levde ibland i flera dagar i skogen. Han hoppade så småningom av skolan och började jobba som springpojke. Olsson blev inlagd på den psykiatriska kliniken i Lund där han behandlades i två månader och när han kom ut fick han jobb på en båt som gick mellan Brasilien och Japan. År 1976 gick han en kurs för blivande verktygsmakare i Malmö. I februari 1977 träffade Olsson en kvinna som han flyttade ihop med i Tyringe i norra Skåne. Under förhållandet misshandlade han flickvännen och sköt ihjäl deras hund på en skjutbana. Förhållandet tog slut 1980.
Olsson träffade i början av 1980-talet en 16-årig flicka – han var då 13 år äldre än henne. Hon skulle senare bli hans första hustru. Olsson misshandlade även henne och sköt ihjäl deras katt. År 1982 gifte de sig, men förhållandet varade bara till året efter. Sommaren 1985 svarade han på en kontaktannons, som en 26-årig kvinna satt in i en lokaltidning. De gifte sig i december samma år och bodde hemma hos Olsson i Örkelljunga, dit han hade flyttat. Olsson var vid tiden med i hemvärnet och hade en Ak 4 som han, enligt senare förhör, skjutit ihjäl katten med. De skilde sig 1986 och Olsson flyttade till en liten stuga utanför Höör 1987.
Under en personalfest 1989 träffade Olsson en 22-årig kvinna, som arbetade på samma företag i Höör. Efter att Olsson fått jobb i Vimmerby i Småland flyttade han dit 1990, och hon flyttade dit några månader senare. De fick en son tillsammans. Olsson avslutade förhållandet i februari 1991 efter att ha sett henne röka på balkongen, vilket han ogillade. Olsson bodde ensam kvar i Vimmerby och blev känd som enstöring. Han dömdes för skadegörelse efter att ha klistrat fast skruvar på vägarna och orsakat punkteringar på åtskilliga bilar. En vårdnadstvist utvecklades mellan Olsson och hans hustru där Olsson i TV berättade, att han inte fick träffa sin son. År 1993 medverkade Olsson i SVT-dokumentären Kronofogden kommer av Tom Alandh som handlade om hur Kronofogden i Vimmerby arbetade.

## Dom, efterspel och död
Ulf Olsson bodde i Vimmerby från 1990, året efter att han hade begått de två mord som han senare dömdes för, till dess att han greps den 24 juni 2004. Efter en dom på livstids fängelse i Lunds tingsrätt, som överklagades, dömdes Olsson i Hovrätten över Skåne och Blekinge den 5 juli 2005 till sluten rättspsykiatrisk vård med särskild utskrivningsprövning för morden 1989 på Helén Nilsson och Jannica Ekblad. Trots domen fortsatte Olsson att hävda sin oskuld.
Olsson var även en av de misstänkta för försvinnandet av 6-åriga Jasmina Jasharaj 1997, men bevisningen var aldrig stark nog för att leda till åtal.
Han gav år 2006, tillsammans med sin kusin Nina Ohlsson, ut en bok om sitt liv, Utan rättssäkerhet.
Tidigt på morgonen den 10 januari 2010 påträffades Ulf Olsson död i sitt rum på Rättspsykiatriska regionkliniken i Sundsvall efter att ha begått självmord genom hängning. Olsson hade tidigare på morgonen lagt ut ett avskedsbrev på sin blogg där han fortsatte att hävda sin oskuld och avslutade med: "Det bästa för mig är helt enkelt att bara få dö, än att sitta här som en levande död".

## TV-serie
Mordet på Helen Nilsson och polisarbetet med att finna hennes mördare skildrades 2020 i TV-serien Jakten på en mördare. Rollen som Ulf Olsson spelas där av Magnus Schmitz.